# وزارة المالية (بنغلاديش)
وزارة المالية (بالبنغالية: অর্থ মন্ত্রণালয়)، وتُلفظ أرثو مونترونالويا) هي وزارة في حكومة بنغلاديش. الوزارة مسؤولة عن مالية الدولة، بما في ذلك ميزانية الدولة والضرائب والسياسة الاقتصادية في بنغلاديش. ويرأسها وزير المالية في بنغلاديش.
وزير المالية الحالي هو أبو الحسن محمود علي، وقد استلم المنصب منذ 11 يناير 2024 في حكومة شيخة حسينة واجد.يُلزم الدستور على الإدارة تقديم تقرير إلى برلمان بنغلاديش. ويحتوي على أربعة أقسام:
- قسم التمويل
- قسم العلاقات الاقتصادية
- قسم الموارد الداخلية
- قسم البنوك والمؤسسات المالية